# فيكتور دا سيلفا
فيكتور دا سيلفا هو لاعب كرة قدم برازيلي، ولد في 4 يناير 1995 في كويابا في البرازيل. لعب مع كييفو فيرونا ونادي إسترا 1961 ونادي بريشيا ونادي بيسكارا.

## وصلات خارجية
- فيكتور دا سيلفا على موقع قاعدة بيانات كرة القدم.إي يو (الإنجليزية)
- فيكتور دا سيلفا على موقع Soccerway.com (الإنجليزية)
- فيكتور دا سيلفا على موقع عالم كرة القدم.نت (الإنجليزية)
- فيكتور دا سيلفا على موقع AS.com (الإسبانية)